# Софи Бурбон-Френска
Софи Филипин Елизабет Жюстин Френска (на фр. Sophie Philippine Elisabeth Justine de France) е шестата дъщеря на Луи XV и Мария Лежинска.
Нейното раждане и детство остават встрани и някак незабелязани покрай многобройните бременности на майка ѝ – кралица Мария Лежинска. На 4-годишна възраст тя е изпратена в абатството Фонтвро, където прекарва следващите 12 години, преди да бъде върната в двора.
Сдържана и стеснителна по характер, тя няма никакво влияние в двора. Срамежливостта ѝ, по думите на придворната дама Мадам Кампан, се нарушава само по време на гръмотевични бури, когато уплашената Софи започва да говори безспир, за да се успокои. Смятана за грозна в сравнение със сестрите си, но запазените ѝ портрети от Жан-Марк Натие показват по-скоро обратното.
При смъртта ѝ на 2 март 1782 г. над Софи бдяли само сестрите ѝ Мари-Аделаид и Виктоар. Тя поисква от сестра си Луиза, станала монахиня, да се моли за нея. Впрочем Луиза оставя за живота на Софи едно разтърсващо свидетелство, описвайки я като удивително добра и интелигентна.
Софи е погребана в Сен Дени, но по време на Революцията гробът ѝ е разграбен и разрушен.